# United States Revenue Cutter Service
L’United States Revenue Cutter Service (USRCS), était un organisme de douanes maritimes armées aux États-Unis. Il fut créé par un acte du Congrès le 4 août 1790 sur la recommandation du secrétaire du Trésor des États-Unis, Alexander Hamilton. L’USRCS est exploité sous l'autorité du département du Trésor des États-Unis. Avec le temps, les attributions de l’organisme s’élargissent en particulier dans le domaine militaire. Généralement nommé Revenue-Marine, il est officiellement rebaptisé United States Revenue Cutter Service en juillet 1894. Le 28 janvier 1915, le service est fusionné par un acte du Congrès avec l’United States Life-Saving Service pour former l’United States Coast Guard.